# Adultisme
L'adultisme est « le pouvoir que les adultes ont sur les enfants », ou plus précisément « un préjugé accompagné d'une discrimination systématique à l'encontre des jeunes ».
Tout « auteur » ou manifestation inanimée ou animée d'adultisme est dit « adultiste ». Cela peut comprendre des comportements, des politiques, des pratiques, des institutions ou des particuliers.

## Étymologie

### Première apparition du terme
Le mot adultisme a été utilisé pour la première fois par Patterson Du Bois en 1903,, et apparaît dans la littérature psychologique française dès 1929, décrivant l'influence des adultes sur les enfants. L'adultisme est considéré comme une condition dans laquelle un enfant est possédé par un adulte « physiquement et psychologiquement », et l'extrait suivant en a été donné comme exemple :

« Un garçon de 12 ans et une fille de 13 ans qui avait l'esprit et la personnalité d'un adulte.... Ils ont été placés dans des institutions, en raison de vols et de prostitution. Ces formes de précocité conduisent l'individu à des difficultés et doivent être reconnues très tôt dans le développement de l'individu. »

Cette définition était remplacée par un article de journal à la fin des années 1970 par la définition suivante : « l'adultisme est l'abus de pouvoir des adultes sur les enfants ». L'auteur a identifié de nombreux exemples d'adultisme non seulement de la part des parents mais aussi des enseignants, des psychothérapeutes, du clergé, de la police ou des juges,.

### Usage
L'adultisme est défini comme « les comportements et les attitudes fondés sur les hypothèses que les adultes sont plus capables que les jeunes, et donc qu'ils ont le droit de décider pour les jeunes sans leur accord ». L'adultisme est aussi considéré en psychologie comme « un penchant pour les attitudes, les idées, les croyances et les actions des adultes ». L'adultisme est communément utilisé pour décrire toute discrimination à l'encontre des jeunes et se distingue de l'âgisme, qui est simplement un préjudice du fait de l'âge (et pas spécifiquement à l'égard des jeunes). L'adultisme serait, selon certains chercheurs, causé par la peur des enfants et des jeunes. Il semblerait que l'adultisme ait toujours été présent dans la culture occidentale.
Fletcher suggère que l'adultisme a trois principaux modes d'expression : les attitudes adultistes, l'adultisme culturel et l'adultisme structurel :
1. Les attitudes adultistes : Sentiments personnels, hypothèses et croyances qui influent sur l'attitude d'une personne à propos des jeunes (il est également appelé adultisme intériorisé).
2. L'adultisme culturel : Attitudes partagées, induites ou répandues par des croyances et des coutumes, qui partent de l'hypothèse que les adultes sont supérieurs à n'importe qui n'étant pas identifié comme tel, tout simplement en raison de leur âge (il est également appelé adultisme social).
3. L'adultisme structurel : Normalisation et légitimation historique, culturelle, institutionnelle et interpersonnelle des dynamiques qui, d'habitude, avantagent les adultes tandis qu'elles ont des effets négatifs sur les jeunes (cette forme d'adultisme est aussi appelée adultisme institutionnel).

Une étude réalisée par The Crisis Prevention Institute sur la prévalence de l'adultisme a révélé une augmentation du nombre d'organisation de jeunes à aborder la question. Par exemple, un programme local de Oakland, en Californie, décrit l'impact de l'adultisme, qui « freine le développement de la jeunesse, en particulier leur estime de soi et leur amour-propre, leur capacité à nouer des relations positives avec des adultes bienveillants, ou même à voir les adultes comme des alliés » sur leur site web[réf. nécessaire].

### Termes similaires
Le terme d'adultisme est utilisé pour décrire l'oppression des enfants et des jeunes par les adultes, et désigne un concept qui est considéré comme ayant la même « puissance », le même impact dans la vie de ceux qui en sont victimes que le racisme ou le sexisme. Tout comme le patriarcat, l'adultisme est une forme d'organisation sociale fondée sur la détention de l'autorité par un groupe et l'oppression du second groupe, la différence étant que le groupe dominant est ici constitué des hommes et des femmes adultes et non pas des hommes, et est parfois considéré comme une forme particulièrement forte et généralisée de paternalisme. La pédophobie (la peur des enfants) et l'éphébiphobie (la peur de la jeunesse) sont souvent mentionnés comme étant les antécédents de l'adultisme. La gérontophobie, ou de son antonyme, la gérontocratie, peuvent être des extensions de l'adultisme.
Des termes similaires comme les « privilèges adultes », le terme anglais « adultarchy » qui peut être traduit par « adultarchie » (ou adultocratie), et adultocentrisme peuvent être employés. Certains militants anglophones antiadultistes appellent également l'adultisme « youthism», ou « childism » comme se disent les termes sexisme et hétérosexisme. Les termes « youthism » et « childism » n'ont pas comme équivalent français jeunisme, qui lui désigne une préférence pour les jeunes et les adolescents par apport aux adultes.
Une importante organisation antiâgiste, la National Youth Rights Association, décrit la discrimination à l'égard des jeunes comme étant de l'âgisme, ce terme englobant l'ensemble des discriminations liées à l'âge d'une personne. Elle soutient que le terme âgisme est un terme plus compréhensible et plus naturel, et donc est plus couramment utilisé chez les jeunes, les personnes touchées par cette discrimination, mais aussi plus connues et comprises par les adultes. Les défenseurs de l'utilisation du terme « âgisme » pensent aussi qu'il permet de faire cause commune avec les personnes âgées, qui luttent contre leur propre forme de discrimination fondée sur l'âge. Toutefois, une organisation nationale appelée Youth On Board contredit cela, en affirmant que « parler des comportements adultistes en les appelant comportements âgistes est la discrimination à l'égard des jeunes en elle-même ».
Il peut aussi être important de rappeler que les préjugés et comportements âgistes envers les personnes âgées étant beaucoup plus connus et reconnus que ceux envers les jeunes, l'emploi du terme « âgisme » contribue à invisibiliser l'adultisme et ses victimes.

## Hypothèses sur les causes
Dans un article de 1978, Flasher a expliqué que l'adultisme est né de la conviction que les enfants sont des êtres inférieurs, professant que l'adultisme peut se manifester sous la forme d'une alimentation excessive, d'une possessivité excessive ou d'une trop grande restrictivité. Tous ces comportements étant consciemment ou inconsciemment orientés vers un contrôle excessif de l'enfant. 
Récemment, les théologiens Heather Eaton et Matthew Fox ont proposé comme définition que, « l'adultisme dérive de la répression de l'enfant intérieur des adultes ». John Holt a déclaré, « la compréhension de l'adultisme pourrait commencer à expliquer ce que je veux dire quand je dis que beaucoup de ce qui est connu comme l'art infantile est une invention d'adultes » ce point de vue étant apparemment partagé par Maya Angelou, qui a fait remarquer :
« Les enfants sont tous créatifs, mais au moment où ils atteignent trois ou quatre ans, quelqu'un leur fait perdre la créativité. Certaines personnes font taire les enfants qui commencent à raconter des histoires. Les enfants dansent dans leurs berceaux, mais quelqu'un va insister pour qu'ils restent assis. Au moment où les créatifs ont dix ou douze ans, ils veulent être comme tout le monde »[réf. nécessaire].

## Études sur l'adultisme
Une enquête de 2006/2007 réalisée par le Children's Rights Alliance for England et du National Children's Bureau a demandé à 4 060 enfants et jeunes gens s'ils ont déjà été traités injustement selon différents critères (âge, sexe, race, orientation sexuelle, etc.). Un total de 43 % des jeunes Britanniques interrogés ont déclaré avoir été victimes de discrimination fondée sur l'âge, sensiblement plus que les autres catégories de discrimination comme le sexe (27 %), la race (11 %), ou l'orientation sexuelle (6 %).

## Classification
En plus de Fletcher, d'autres experts ont identifié plusieurs formes de d'adultisme, offrant une typologie qui comprend l'adultisme intériorisé, l'adultisme institutionnel, l'adultisme culturel, et d'autres formes.

### L'adultisme intériorisé
Dans une publication de la Fondation W. K. Kellogg, de l'université du Michigan, le professeur Barry Checkoway affirme que l'adultisme intériorisé pousse les jeunes à « s'interroger sur leur propre légitimité, à douter de leur capacité à faire une différence » et de perpétuer une « culture du silence » chez les jeunes[réf. nécessaire].
« L'adultisme nous convainc, enfant, que les enfants ne comptent pas vraiment » rapporte l'enquête de l'étude, et il « devient extrêmement important pour nous [les enfants] d'avoir l'approbation des adultes et d'être « gentil » avec eux, même si cela signifie trahir nos confrères enfants. Cet aspect de l'adultisme intériorisé conduit à des phénomènes tels que la délation de nos frères et sœurs, ou le fait de devenir le « chouchou » de la maîtresse, pour ne citer que deux exemples »[réf. nécessaire].
D'autres exemples de l'adultisme intériorisé incluent de nombreuses formes de violence infligées aux enfants et aux jeunes par les adultes qui reproduisent la violence à laquelle ils ont été confrontés en tant que jeunes, tels que les châtiments corporels ou la violence verbale, et par la communauté (des incidents qui comprennent les politiques des magasins interdisant aux jeunes de visiter les magasins sans les adultes, le fait de devoir laisser son sac à l'entrée des magasins ou d'être fouillé, et le fait d'être chassé par la police, les enseignants ou les parents de certaines zones sans raisons valables).

### L'adultisme institutionnel
L'adultisme institutionnel peut être évident dans toutes les instances où des limitations et interdictions officielles sont appliquées à un groupe de personnes simplement en raison de leur jeune âge. Les politiques, les lois, les règles, les structures organisationnelles, et leur systématisation installent, perpétuent et inculquent l'adultisme à l'ensemble de la société. Ces limitations sont souvent renforcées par la force physique, la coercition ou l'action de la police et sont souvent considérées comme des doubles standards. Ce traitement est de plus en plus considérée comme une forme de gérontocratie,.
Les institutions permettant de perpétuer l'adultisme peuvent inclure : les institutions financières, fiduciaires, juridiques, éducatives, communautaires, religieuses et gouvernementales. La littérature relative aux sciences sociales a identifié l'adultisme comme « un contexte d'inégalité sociale et d'oppression des enfants, où les enfants sont privés des droits de l'homme et, de façon disproportionnée victimes de maltraitance et d'exploitation ».

### L'adultisme culturel
L'adultisme culturel est beaucoup plus ambiguë à définir, mais beaucoup plus répandu et est encore une forme de discrimination ou d'intolérance à l'égard de la jeunesse. Toute restriction ou exploitation de personnes en raison de leur jeune âge et donc de leur absence prétendu de compétences, de compréhension, ou de capacités, peut être désignée d'adultiste. Ces restrictions sont souvent dues à des jugements de la part des adultes sur la seule base de l'âge, tels que le « jugement » ou « la sagesse de l'âge » dont les jeunes sont dépourvus. Un éditeur de magazine parental commente, « la plupart du temps, les gens parlent différemment aux enfants qu'aux adultes, et souvent ils agissent différemment, trop différemment ».

## Résultats

### Stratification sociale
La discrimination en fonction de l'âge est de plus en plus reconnue comme une forme de sectarisme dans des contextes sociaux et culturels à travers le monde malgré sa quasi-invisibilité en France (moins dans d'autres pays francophones) ; le droit français est demeuré restrictif et minimaliste,,, dans son acception de la Convention Internationale des Droits de l'Enfant et conserve de nombreuses dispositions qui lui sont contraires, par exemple en matière d'orientation scolaire (qui demeure un pouvoir parental), de choix de sa religion et de capacité juridique. Un nombre croissant d'institutions sociales reconnaissant les mineurs comme un groupe minoritaire et opprimé. Beaucoup de jeunes se mobilisent contre l'adultisme et les mythes adultistes qui se propagent à travers les médias de masse depuis les années 1970,.
Une recherche réalisée à partir de deux sources (une étude de l'université Cornell à l'échelle nationale, et une étude de l'université Harvard sur la jeunesse) a montré que la stratification sociale entre les groupes d'âge causent des stéréotypes et de la généralisation : par exemple, les médias perpétuent le mythe que tous les adolescents sont immatures, violents et rebelles. Les adversaires de l'adultisme (antiadultistes, anti-adultistes ou encore antiâgistes) affirment que cela a conduit à un nombre croissant de jeunes, d'universitaires, de chercheurs, et d'autres adultes à se rallier à la lutte contre l'adultisme et l'âgisme, par l'organisation de programmes d'éducation, la protestation, et la création d'organisations qui se consacrent à faire connaître le concept et à s'y attaquer.
Simultanément, la recherche montre que les jeunes qui luttent contre l'adultisme au sein d'organismes communautaires ont un taux élevé d'incidence sur lesdits organismes, ainsi que sur leurs pairs, sur les adultes qui travaillent avec eux, et l'ensemble de la communauté à laquelle l'organisation appartient.

### Réponses culturelles
Il peut y avoir de nombreux effets négatifs de l'adultisme, dont éphébiphobie et un generation gap grandissant. Une réponse sociale à l'adultisme prend la forme de mouvements pour les droits des enfants, menés par des jeunes qui font la grève contre le fait d'être exploités pour leur travail. De nombreux artistes populaires se battent contre l'adultisme, en particulier dans l'industrie de la musique et des films. En outre, beaucoup de mouvements sociaux orchestrés en partie par des jeunes ont intrinsèquement répondu à l'adultisme, en particulier ceux présentant des exemples d'activisme étudiant, qui, chacun, ont lutté contre l'adultisme institutionnel et culturel (Mai 68 par exemple).

### Développement académique
Un nombre croissant d'organisations gouvernementales, d'universitaires et d'établissements d'enseignement à travers le monde ont mené des politiques, réalisé des études et rédigé des publications qui répondent à de nombreuses implications de l'adultisme. Une grande partie du travail de la chercheuse Margaret Mead peut être considéré comme une réponse à l'adultisme. Certains chercheurs contemporains analysent aujourd'hui les effets de l'adultisme (le sociologue Mike Hommes ou encore le critique et théoricien Henry Giroux). Le sujet a récemment été abordée dans la littérature psychologique.  
En France, l'autodidacte Yves Bonnardel a réalisé une synthèse qui pourrait être qualifiée d'exhaustive sur le sujet. Un(e) doctorant(e) (l'auteur a changé de genre) de l'École Normale Supérieure, Tal Piterbraut-Merx, avait démarré une thèse avant sa disparition en 2021 ; ses amis ont publié ses travaux inachevés.  
Récemment, en France, à l'université de Limoges, a eu lieu, en octobre 2024 (et une deuxième édition en octobre 2025) le colloque international "Misopédie". 

## Mesures pour contrer l'adultisme
L'éducateur John Holt a déclaré que l'enseignement de ce qu'est l'adultisme aux adultes est une étape essentielle pour s'attaquer aux effets de l'adultisme, et qu'au moins une organisation et une campagne éducative devraient être mises en place à cet effet. Plusieurs enseignants ont élaboré des programmes qui visent à éduquer les jeunes sur l'adultisme. Actuellement[évasif], les organisations qui répondent aux effets négatifs de l'adultisme comprennent l'organisation des Nations unies, qui a mené une grande partie de la recherche en plus de reconnaître la nécessité de contrer l'adultisme par le biais de politiques et de programmes. Le CRC comprend notamment les articles 5 et 12, qui sont particulièrement orientés vers la lutte contre l'adultisme. L'organisation internationale Human Rights Watch a fait la même chose.
Cependant, les associations reconnaissent unanimement que la formation de partenariats jeunes-adultes, mais aussi et surtout le militantisme des mineurs eux-mêmes, sont des étapes essentielles pour résister à l'adultisme.
Certaines façons de défier l'adultisme comprennent également la création et la participation des jeunes aux organisations dirigées par des jeunes. Ce sont deux manières pour les enfants de prendre des mesures pour diminuer, voire faire disparaître, les comportements adultistes, et de se prémunir contre ceux-ci. Dirigées par des jeunes, elles permettent à la voix de la jeunesse d'être entendue et prise en considération. Un comportement antiadultiste serait d'abandonner l'idée que les enfants ne sont pas capables de comprendre les informations sur le sexe et sur leur propre sexualité. Le développement de l'autonomie peut aider les mineurs à prendre le contrôle de leur sexualité, un enjeu important des affres de l'adultisme. Reconnaître que les enfants sont prêts à apprendre sur eux-mêmes diminue également la quantité de désinformation propagée par leurs pairs et peut leur permettre d'obtenir des informations précises d'individus instruits sur le sujet.

## Critique
Dans sa forme la plus extrême, la cible des critiques de l'adultisme est « l'exercice du pouvoir plus ou moins conscient, incontrôlé, et secret sur l'enfant par l'adulte ... cette prise de pouvoir par les adultes ». Une telle attaque sur tout adulte de puissance peut être alimentée par ce qui a été appelé the homunculus idea about children. Pour de nombreux adultes, un enfant n'est qu'un futur adulte. Ils ne comprennent pas qu'un enfant porte différents types de problèmes très éloignés de ceux d'un adulte.
Dans sa forme la plus bénigne, l'adultisme se rapporte à l'abus de pouvoir et ne fait pas référence à la préoccupation et aux prises de responsabilité dites « normales » des adultes à l'égard des enfants. Par conséquent, « s'attaquer à l'adultisme n'est pas vouloir l'inversion de la structure du pouvoir ... [ou] l'éradiquer complètement » mais plutôt, « abandonner l'adultisme au profit d'une négociation des décisions ».